# Myristica bifurcata
Espèce
Statut de conservation UICN

 NT  : Quasi menacé
 Myristica bifurcata subsp. bifurcata 
Statut de conservation UICN

 NT  : Quasi menacé
 Myristica bifurcata subsp. sulaica 
Myristica bifurcata est une espèce de plantes du genre Myristica de la famille des Myristicaceae.

## Liste des sous-espèces
Selon Catalogue of Life (18 septembre 2020) :
- sous-espèce Myristica bifurcata subsp. bifurcata
- sous-espèce Myristica bifurcata subsp. sulaica